# Staelia tocantinsiana
Staelia tocantinsiana är en måreväxtart som beskrevs av R.M.Salas och Elsa Leonor Cabral. Staelia tocantinsiana ingår i släktet Staelia och familjen måreväxter. Inga underarter finns listade i Catalogue of Life.